# Хлориди
Хлори́ди — солі хлоридної кислоти (HCl). До складу будь-якого хлориду входить катіон та один або кілька одновалентних аніонів хлору Cl-. Хлориди зазвичай є добре розчинними в воді (але є і винятки — хлорид срібла (AgCl), і утворюються при реакціях соляної кислоти з металами, або в ході реакцій обміну з іншими солями.

## Загальний опис
Найвживанішим є хлорид натрію (NaCl), відомий під назвою «кухонна сіль».
Хлориди можна одержати різними способами: взаємодією хлоридної кислоти з металами, основними оксидами і гідроксидами, солями слабких кислот та безпосереднім сполученням металів з хлором. Так,
Zn + 2HCl → ZnCl2 + Н2 ↑
CaCO3 + 2HCl → CaCl2 + H2O + CO2 ↑
AgNO3 + HCl → AgCl ↓ + HNO3
Cu + Cl2 → CuCl2
Більшість хлоридів добре розчиняється у воді. Погано розчинним є хлорид свинцю(II) PbCl2 і практично нерозчинним хлорид срібла AgCl.
Хлориди широко застосовуються. Найважливішими з них є хлорид натрію NaCl, хлорид калію KCl, хлорид цинку ZnCl2 і хлорид барію BaCl2.
Хлорид цинку ZnCl2 у вигляді водного розчину застосовують для просочування залізничних шпал, щоб запобігти їх гниттю, і як реактив у хімічних лабораторіях.
Хлорид барію BaCl2 — отруйна речовина, яку використовують для боротьби з деякими шкідниками сільського господарства, а також як реагент на виявлення іона SO4 2-.
Хлорид кальцію — водорозчинна сіль кальцію CaCl2.